# The Vagabond King (operette)
The Vagabond King is een operette uit 1925 van Rudolf Friml in vier bedrijven, met een boek en teksten van Brian Hooker en William H. Post. De operette is gebaseerd op If I Were King, een roman van Justin Huntly McCarthy uit 1901.

## Verhaal
Het verhaal is een fictieve episode in het leven van de 15e-eeuwse dichter en dief François Villon, die gaat over zijn verleiding van Katherine De Vaucelles, de nicht van koning Lodewijk XI, en vertelt hoe hij "koning voor één dag" wordt en Frankrijk verdedigt tegen de binnenvallende troepen van de hertog van Bourgondië.

## Productie
De originele productie ging in 1925 in première op Broadway met Dennis King in de hoofdrol en werd 511 keer opgevoerd. De operette werd vervolgens in Londen opgevoerd, ging uitgebreid op tournee en kreeg heropvoeringen en twee verfilmingen: The Vagabond King uit 1930,  een musicalfilm met King en Jeanette MacDonald en The Vagabond King uit 1956, een musicalfilm met Oreste Kirkop en Kathryn Grayson. De film uit 1956 kende echter weinig succes.

## Muziek
1e bedrijf
- Life is Like a Bubble in Our Glasses – ensemble
- Love for Sale – Huguette du Hamel, koor en ensemble
- Drinking Song (A Flagon of Wine) – Guy Tabarie en mannenkoor
- Song of the Vagabonds – Villon en koor
- Some Day – Katherine de Vaucelles
- Only a Rose en Finale – Katherine en Villon

2e bedrijf
- Hunting – Noel Le Jolys, koor en ensemble
- Scotch Archers' Song – kaptein van de Schotse boogschutters en koor
- Tomorrow – Katherine, Villon en koor
- Finale van het 2e bedrijf – ensemble

3e bedrijf
- Nocturne – ensemble
- Serenade – Oliver Le Dain, Guy Tabarie en Lady Mary
- Waltz Huguette ("Never try to Bind Me") – Huguette du Hamel
- Love Me Tonight – Katherine en Villon
- Finale van het derde bedrijf – ensemble

4e bedrijf
- Te Deum – ensemble
- Victory March (herneming van "Song of the Vagabonds") en Finale van het 4e bedrijf – ensemble